# Nueva Villa de las Torres (kommunhuvudort)
Nueva Villa de las Torres är en kommunhuvudort i Spanien.   Den ligger i provinsen Provincia de Valladolid och regionen Kastilien och Leon, i den centrala delen av landet, 150 km nordväst om huvudstaden Madrid. Nueva Villa de las Torres ligger 745 meter över havet och antalet invånare är 386.
Terrängen runt Nueva Villa de las Torres är platt. Runt Nueva Villa de las Torres är det mycket glesbefolkat, med 7 invånare per kvadratkilometer. Närmaste större samhälle är Medina del Campo, 12,9 km öster om Nueva Villa de las Torres. Trakten runt Nueva Villa de las Torres består till största delen av jordbruksmark.